# Kutmar
Kutmar era un districte tribal situat entre Ishuwa i Altxe.
Cap a l'any 1400 aC era vassall de Mitanni, però després del 1350 aC, amb les lluites internes d'aquest país, va aconseguir ser independent, fins que Subiluliuma I el va conquerir i el va incorporar a Altxe pels volts del 1330 aC.